# Epinephelus bruneus
Epinephelus bruneus es una especie de peces de la familia Serranidae en el orden de los Perciformes.

## Morfología
Los machos pueden llegar alcanzar los 128 cm de longitud total.

## Distribución geográfica
Se encuentra en Corea, Japón, China y Taiwán.